# Waasland Shopping Center
Waasland Shopping is een winkelcomplex in de Belgische stad Sint-Niklaas. Het complex ligt aan de zuidrand van het stadscentrum en heeft een oppervlakte van 45.000 m².

## Geschiedenis
In de jaren zestig ontstonden de eerste plannen voor de bouw van een winkelcentrum. Zowel de oppositie als de zelfstandigenorganisatie NCMV steunden het project om de stad te moderniseren op voorwaarde dat ook de lokale middenstand er een volwaardige plaats in zou krijgen. Op 20 september 1972 werd uiteindelijk het Koopcentrum Waasland, toen nog met slechts 40 winkels, plechtig geopend door het stadsbestuur onder leiding van CVP-burgemeester Frantz Van Dorpe.
In de jaren negentig waren er plannen om een nieuw en groter complex te bouwen, onder impuls van toenmalig burgemeester Hunfred Schoeters (SP). Zijn opvolger, Lieven Lenaerts (CVP), liet de werken echter stilleggen. Hierdoor bleef er op de locatie lange tijd een "palendorp" staan, verwijzend naar de betonnen palen die uit de grond staken.
Het project kreeg een nieuwe impuls onder de tweede termijn van burgemeester Freddy Willockx. Het "palendorp" werd afgebroken en een nieuwbouw werd opgericht. Het winkelcentrum werd geopend op 25 maart 2004 en sindsdien zijn er 140 winkels terug te vinden. Het kreeg toen ook haar huidige naam Waasland Shopping Center. Het werd toen het grootste gelijkvloerse shoppingcenter in België. Het succes van uitgebreide winkelcentrum ging echter gepaard met de neergang van het kernwinkelgebied in de stad, in het bijzonder met een grote leegstand van de handelspanden in de winkelstraten (zoals de Stationsstraat) rond de Grote Markt. Om hieraan tegemoet te komen ontwikkelden de handelaars samen met de stad Sint-Niklaas, het Centrummanagement en het studiebureau Grontmij Vlaanderen en architectenbureau BRO tegen 2020 een strategische visie waarin het kernwinkelgebied en het Shopping Center aanvullend en complementair moeten zijn.

## Bereikbaarheid en mobiliteit
Het complex ligt nabij het kruispunt van de gewestwegen N70 en N16, die het bereikbaar maakt vanaf de snelweg E17 (A14).
Er is een busstation aanwezig met drie perrons, dat het centrum van de stad, het station Sint-Niklaas en de omliggende dorpen met het winkelcentrum verbindt via diverse buslijnen.
Op parking C wordt een oplaadpunt voor elektrische fietsen gratis ter beschikking gesteld.

### Parking
De parking op het terrein is gratis. Er zijn 2750 parkeerplaatsen voor auto's voorzien. Deze bestaat uit verschillende delen die aangeduid worden met een letter.
Het dak van het Waasland Shopping Center is aangelegd als autoparking.
Op de parking zijn een carwash en tankstation gevestigd.

## Indeling
Het winkelcentrum bestaat uit enkele gangen die met elkaar verbonden zijn via twee overdekte pleinen. In de gangen staan zitbanken en planten opgesteld. Het gelijkvloers is het enige verdiep.

### Aquarium
In het winkelcentrum was een aquarium aanwezig waarin regelmatig andere vissen zwemmen. In 2012 waren er zeven steursoorten met op de achtergrond de skyline van Temse te zien. Daarna werd het aquarium vernieuwd en waren 1.500 visjes te zien voor een foto van een mozaïekwerk van de architect Antoni Gaudí. Ondertussen werd het aquarium vervangen door een interactieve LED-wall.

### Kindermolen
Voor kinderen is er een kindermolen.

## Bezoekersaantallen
In 2019 werd een jaarlijks bezoekersaantal van 6 miljoen gemeld.